# 乔·阿尔劳茨卡斯
约瑟夫·阿尔劳茨卡斯（英語：Joseph Arlauckas，1965年7月20日—），美国NBA联盟前职业篮球运动员。他在1987年的NBA选秀中第4轮第5顺位被萨克拉门托国王选中。